# Anat Hoffman
Anat Hoffman, née en 1954, est une activiste israélienne qui occupe le poste de directrice exécutive de l’Israel Religious Action Center (IRAC). Elle est la fondatrice puis directrice du Nashot HaKotel aussi connu sous le nom de Femmes du Mur des Lamentations. Hoffman est également la fondatrice du Jérusalem City Council. En 2013, le quotidien israélien Haaretz la nomme « Personne de l’année » pour récompenser sa notoriété grandissante dans le monde juif au cours des 12 derniers mois. Le Jerusalem Post la classe à la cinquième place des 50 personnalités juives les plus influentes pour son combat constant pour les droits des femmes dans la région.

## Jeunesse et éducation
Anat est une Sabra, née dans un kibboutz, en banlieue de Jérusalem en 1954. Sa mère, Varda Blechman est la première enfant à être née au kibboutz Ramat Rachel. Son père, Charles Weiss, américain de naissance est correspondant à Voice of America en Israël. Elle fréquente l’École des beaux-arts Bezalel. Elle est également une grande nageuse et gagne neuf titres pendant les Maccabiades.
En 1974, après son service militaire, Anat et son mari de l’époque, Michael déménagent aux États-Unis pour poursuivre leurs études. En 1980, elle décroche sa licence de psychologie au sein de l’université de Californie à Los Angeles (UCLA). En parallèle de ses études, elle est membre du Hillel Campus et elle est à l’origine de l’Israeli Student Organization. Elle fait connaissance alors avec des juifs réformés et réalise ainsi que le judaïsme ne se limite pas à l’orthodoxie.
Plus tard, elle poursuit ses études au sein de l’université Bar-Ilan.

## Carrière
À son retour en Israël, elle devient activiste en faveur du pluralisme religieux et aide à la création de Kol Haneshema, une synagogue réformée ou progressiste de Jérusalem. Elle est membre du Jérusalem City Council entre 1988 et 2002 et s’intéressa à des problèmes de droits civils et de paix.
À la fin des années 1980 elle dirige la campagne pour le droit des consommateurs et des consommatrices en condamnant notamment Bezet, un géant de la télécommunication en Israël qui détient le monopole et refuse d’offrir des factures détaillées à sa clientèle en plus de facturer des objets dont les clients et les clientes ne se servent pas. Elle réussit à obtenir l’envoi de factures détaillées de la part du fournisseur.
Anat est la présidente de la Domari Society of Gypsies de Jérusalem et avant les accords d’Oslo de 1993, elle est également présidente de Women in Black, un mouvement international pacifique de femmes qui comprenait près de 10 000 activistes à travers le monde. Le premier groupuscule de ce mouvement est celui de Jérusalem, fondé en 1988 en réponse à l’éclatement de la Première Intifada,.
Elle est membre du groupe à l’origine des Femmes du mur des Lamentation en décembre 1988. Le groupe a pour but une liberté de culte dans son exécution, en portant des châles ou autres vêtements religieux et en chantant individuellement ou collectivement la Torah. Lorsque la cour suprême israélienne se prononce en faveur du mouvement des Femmes du Mur des Lamentations, les leaders et rabbins orthodoxes contestent cette décision. Arrêtée plusieurs fois pour avoir porté un voile de prière devant le mur des Lamentations, l’Anti Defamation League vient la défendre et met en lumière le traitement parfois troublant que lui réserve la police israélienne.
Depuis 2002, Hoffman occupe le poste de directrice exécutive de l’Israel Religious Action Center, fondé quelques années plus tôt. Organe du judaïsme progressif défendant l’égalité, la justice et la liberté religieuse.

## Opinions
Anat défend les lois anti-discrimination notamment auprès des compagnies aériennes qui demandent aux personnes appartenant à certaines mouvances du judaïsme de ne pas s’asseoir à côté des juifs orthodoxes. Elle encourage les femmes à ne pas abandonner leurs sièges au profit de leurs propres sensibilités religieuses.
À propos des associations religieuses financées par l'État d'Israël, Anat estime que le gouvernement ne devrait pas s’immiscer dans de telles problématiques et laisser cela aux municipalités.